# Juan José Millás
Juan José Millás, född 31 januari 1946 i Valencia, är en spansk författare och journalist.
I sitt omfattande, till största delen psykologiska och introspektiva, författarskap har han skapat en egen litterär genre, articuento, där vardagliga händelser förvandlas till fantastifulla berättelser som får läsaren att se verkligheten på ett mer kritiskt sätt. Han skriver regelbundet i El País, där många läsare följer hans subtila och originella krönikor.
Hans verk har översatts till 23 språk.